# Austrian Football League 2009
Die Austrian Football League 2009 war die 25. Spielzeit der höchsten österreichischen Spielklasse der Männer im American Football. Sie begann am 28. März 2009 mit dem Spiel der Carinthian Black Lions gegen die Danube Dragons (28:51) und endete am 18. Juli 2009 mit der Austrian Bowl XXV in Graz.
Im Endspiel gewannen die Raiffeisen Vikings Vienna, Viertplatzierte nach dem Grunddurchgang, gegen die Turek Graz Giants, den amtierenden Meister und Zweiten nach dem Grunddurchgang, überraschend mit 22:19. Es war der zehnte Meistertitel der Vikings.
In diesem Jahr nahm keine österreichische Mannschaft am EFAF Cup teil, da auf Grund zahlreicher struktureller Änderungen der AFL, die mit dieser Saison in Kraft traten, ein dichterer Spielplan für die in Frage kommenden Teams zustande kam.

## Neuerungen
Nach dem Ende der 24. Spielzeit der AFL stieg die Unzufriedenheit über die Struktur der AFL, vor allem bei den Carinthian Black Lions und den Cineplexx Blue Devils. Diese beiden Teams zogen eine Teilnahme unter Fortführung des bis dahin bestehenden Modus nicht mehr in Betracht, wodurch ein neues Ligamodell der höchsten Spielklasse erforderlich wurde. Dabei wurde sie auf die vier stärksten Vereine, Raiffeisen Vikings Vienna, Turek Graz Giants, Swarco Raiders Tirol und Danube Dragons, reduziert und eine sogenannte Interdivision mit den Black Lions und den Blue Devils gegründet. Diese beiden Teams absolvierten Spiele sowohl mit Mannschaften aus der Division I und der AFL. Außerdem war den beiden Interdivisionteams jeweils ein Startplatz in den Playoff-Wildcard-Games sicher. Sollten sie in der Abschlusstabelle des Grunddurchgangs besser platziert sein als ein Team der AFL, wie dies bei den Blue Davils und den Vienna Vikings der Fall war, dann ging das Heimrecht an das Interdivisionteam.
Eine weitere Sonderregelung der Interdivisionteams betraf die Legionärsbeschränkungen. Es war ihnen erlaubt Spiele gegen AFL-Teams mit vier Klasse-A-Legionären am Roster und drei am Spielfeld bestreiten zu dürfen. Gegen Teams der Division I gilt die dort angewandte Regelung, dass zwei Klasse-A-Legionäre am Roster und Spielfeld stehen dürfen.
Auf eine weitere Neuerung haben sich die Verantwortlichen der beiden rivalisierenden Vereine Raiffeisen Vikings Vienna und Danube Dragons geeinigt, indem sie dieses prestigeträchtige Spiel im Sinne der im College Football traditionellen „Rivaly Games“ zum Spiel um die Blue River Bowl aufwerteten. Die beiden im Rahmen dieser Saison ausgetragenen Blue River Bowls gingen an die Danube Dragons. In Blue River Bowl II gelang es den Dragons zudem zum ersten Mal in der Geschichte auf der Hohen Warte zu gewinnen.

## Teams
- Raiffeisen Vikings Vienna (Wien)
- Turek Graz Giants (Graz)
- Swarco Raiders Tirol (Innsbruck)
- Danube Dragons (Klosterneuburg)

- Carinthian Black Lions (Klagenfurt) Interdivision
- Cineplexx Blue Devils (Hohenems) Interdivision

## Tabelle
| AFL 2009 |                           |    |   |   |   |       |     |     |      |
|          | Team                      | Sp | S | U | N | PCT   | P+  | P−  | Diff |
| 1        | Swarco Raiders Tirol      | 8  | 6 | 0 | 2 | 0,750 | 314 | 178 | +136 |
| 2        | Turek Graz Giants         | 8  | 5 | 0 | 3 | 0,625 | 269 | 220 | 0+49 |
| 3        | Danube Dragons            | 8  | 5 | 0 | 3 | 0,625 | 311 | 266 | 0+10 |
| 4        | Carinthian Black Lions *  | 8  | 4 | 0 | 4 | 0,500 | 235 | 244 | 0−86 |
| 5        | Cineplexx Blue Devils *   | 8  | 4 | 0 | 4 | 0,500 | 149 | 185 | 0−75 |
| 6        | Raiffeisen Vikings Vienna | 8  | 3 | 0 | 5 | 0,375 | 186 | 220 | 0−34 |

Legende: Sp = Spiele, S = Siege, U = Unentschieden, N = Niederlagen, Pct = Winning Percentage,

P+= erzielte Punkte, P− = zugelassene Punkte, Diff = Differenz

 Qualifikation für Halbfinals mit Heimrecht,
 Qualifikation für die Play-offs mit Heimrecht,
 Qualifikation für die Play-offs

## Spielplan
|    | Blue River Bowl I und II, in Klammer die bisherige Siegesstatistik |
|    | Teams der Interdivision gegen Division I-Teams                     |
| *  | Teams der Interdivision                                            |
| ** | Teams der Division I                                               |

| Datum                    | Kickoff | Heim                           | Ergebnis    | Auswärts                       | Stadion                            |
| ------------------------ | ------- | ------------------------------ | ----------- | ------------------------------ | ---------------------------------- |
| Woche 1                  |         |                                |             |                                |                                    |
| 28. März                 | 15:00   | Carinthian Black Lions*        | 28:51       | Danube Dragons                 | ASK-Sportanlage Fischl, Klagenfurt |
| 28. März                 | 15:00   | Swarco Raiders Tirol           | 22:29       | Turek Graz Giants              | Tivoli-Neu, Innsbruck              |
| 29. März                 | 15:00   | Raiffeisen Vikings Vienna      | 27:0        | Cineplexx Blue Devils*         | Hohe Warte, Wien                   |
| Woche 2                  |         |                                |             |                                |                                    |
| 4. April                 | 14:00   | Turek Graz Giants              | 37:12       | Raiffeisen Vikings Vienna      | ASKÖ-Stadion Eggenberg, Graz       |
| 4. April                 | 17:00   | Danube Dragons                 | 35:52       | Swarco Raiders Tirol           | Rattenfängerstadion, Korneuburg    |
| 4. April                 | 14:00   | Salzburg Bulls**               | 18:30       | Carinthian Black Lions*        | ASKÖ Sportstadion Gnigel, Salzburg |
| 4. April                 | 15:00   | Cineplexx Blue Devils*         | 49:10       | Generali Invaders St. Pölten** | Herrenriedstadion, Hohenems        |
| Woche 3                  |         |                                |             |                                |                                    |
| 11. April                | 14:00   | Turek Graz Giants              | 50:57       | Danube Dragons                 | ASKÖ-Stadion Eggenberg, Graz       |
| 13. April                | 15:00   | Raiffeisen Vikings Vienna      | 23:15       | Swarco Raiders Tirol           | Hohe Warte, Wien                   |
| Woche 4                  |         |                                |             |                                |                                    |
| 18. April                | 15:00   | Swarco Raiders Tirol           | 54:7        | Carinthian Black Lions*        | Tivoli-Neu, Innsbruck              |
| 18. April                | 17:00   | Danube Dragons                 | 57:30 (0:0) | Raiffeisen Vikings Vienna      | Rattenfängerstadion, Korneuburg    |
| 19. April                | 14:00   | Cineplexx Blue Devils*         | 13:23       | Turek Graz Giants              | Herrenriedstadion, Hohenems        |
| Woche 5                  |         |                                |             |                                |                                    |
| 2. Mai                   | 15:00   | Swarco Raiders Tirol           | 26:6        | Raiffeisen Vikings Vienna      | Tivoli-Neu, Innsbruck              |
| 2. Mai                   | 17:00   | Danube Dragons                 | 16:34       | Turek Graz Giants              | Rattenfängerstadion, Korneuburg    |
| 2. Mai                   | 17:00   | ASKÖ Steelsharks Traun**       | 14:49       | Cineplexx Blue Devils*         | Sportzentrum Traun, Traun          |
| 3. Mai                   | 15:00   | Carinthian Black Lions*        | 35:7        | CNC Gladiators**               | Wolfsberger Stadion, Wolfsberg     |
| Woche 6                  |         |                                |             |                                |                                    |
| 9. Mai                   | 16:00   | Turek Graz Giants              | 37:13       | Carinthian Black Lions*        | ASKÖ-Stadion Eggenberg, Graz       |
| 10. Mai                  | 14:00   | Cineplexx Blue Devils*         | 3:41        | Swarco Raiders Tirol           | Herrenriedstadion, Hohenems        |
| 10. Mai                  | 15:00   | Raiffeisen Vikings Vienna      | 24:27(0:1)  | Danube Dragons                 | Hohe Warte, Wien                   |
| Woche 7                  |         |                                |             |                                |                                    |
| 16. Mai                  | 16:00   | Carinthian Black Lions*        | 54:8        | ASKÖ Steelsharks Traun**       | Stadion Lind, Villach              |
| 17. Mai                  | 14:00   | CNC Gladiators**               | 35:0        | Cineplexx Blue Devils*         | Stegersbach                        |
| Woche 8                  |         |                                |             |                                |                                    |
| 23. Mai                  | 16:00   | Carinthian Black Lions*        | 41:33       | Raiffeisen Vikings Vienna      | Lind-Stadion, Villach              |
| 23. Mai                  | 17:00   | Danube Dragons                 | 35:0        | Cineplexx Blue Devils*         | Rattenfängerstadion, Korneuburg    |
| 24. Mai                  | 16:00   | Turek Graz Giants              | 42:56       | Swarco Raiders Tirol           | ASKÖ-Stadion Eggenberg, Graz       |
| Woche 9                  |         |                                |             |                                |                                    |
| 6. Juni                  | 17:00   | Swarco Raiders Tirol           | 48:33       | Danube Dragons                 | Tivoli-Neu, Innsbruck              |
| 6. Juni                  | 15:00   | Generali Invaders St. Pölten** | 36:27       | Carinthian Black Lions*        | Ottakringer Field, St. Pölten      |
| 7. Juni                  | 15:00   | Raiffeisen Vikings Vienna      | 31:17       | Turek Graz Giants              | Hohe Warte, Wien                   |
| 7. Juni                  | 14:00   | Cineplexx Blue Devils*         | 35:0        | Salzburg Bulls**               | Herrenriedstadion, Hohenems        |
| Playoffs: Wildcard Games |         |                                |             |                                |                                    |
| 20. Juni                 | 15:00   | Danube Dragons                 | 41:35       | Carinthian Black Lions*        | Rattenfängerstadion, Korneuburg    |
| 21. Juni                 | 17:00   | Cineplexx Blue Devils*         | 14:17       | Raiffeisen Vikings Vienna      | Herrenriedstadion, Hohenems        |
| Playoffs: Semi-Finals    |         |                                |             |                                |                                    |
| 27. Juni                 | 17:00   | Swarco Raiders Tirol           | 21:22       | Raiffeisen Vikings Vienna      | Tivoli-Neu, Innsbruck              |
| 28. Juni                 | 16:00   | Turek Graz Giants              | 35:28       | Danube Dragons                 | ASKÖ-Stadion Eggenberg, Graz       |
| Austrian Bowl XXV        |         |                                |             |                                |                                    |
| 18. Juli                 | 15:00   | Turek Graz Giants              | 19:22       | Raiffeisen Vikings Vienna      | ASKÖ-Stadion Eggenberg, Graz       |

### Finalrunde
|  | Play-offs: Wildcard Games | Play-offs: Wildcard Games | Play-offs: Wildcard Games |  |  | Play-offs: Semi-Finals | Play-offs: Semi-Finals    | Play-offs: Semi-Finals |  |   | Austrian Bowl XXV         | Austrian Bowl XXV | Austrian Bowl XXV |
|  |                           |                           |                           |  |  |                        |                           |                        |  |   |                           |                   |                   |
|  |                           |                           |                           |  |  | 2                      | Turek Graz Giants         | 35                     |  |   |                           |                   |                   |
|  | 3                         | Danube Dragons            | 41                        |  |  | 3                      | Danube Dragons            | 28                     |  |   |                           |                   |                   |
|  | ID1                       | Carinthian Black Lions    | 35                        |  |  |                        |                           |                        |  | 4 | Raiffeisen Vikings Vienna | 22                |                   |
|  |                           |                           |                           |  |  |                        |                           |                        |  |   | 2                         | Turek Graz Giants | 19                |
|  |                           |                           |                           |  |  | 4                      | Raiffeisen Vikings Vienna | 22                     |  |   |                           |                   |                   |
|  | 4                         | Raiffeisen Vikings Vienna | 17                        |  |  | 1                      | Swarco Raiders Tirol      | 21                     |  |   |                           |                   |                   |
|  | ID2                       | Cineplexx Blue Devils     | 14                        |  |  |                        |                           |                        |  |   |                           |                   |                   |

#### Austrian Bowl XXV

Logo

| Austrian Bowl XXV – Graz (4.500 Zuschauer) | Austrian Bowl XXV – Graz (4.500 Zuschauer) | Austrian Bowl XXV – Graz (4.500 Zuschauer) | Austrian Bowl XXV – Graz (4.500 Zuschauer)                  | Austrian Bowl XXV – Graz (4.500 Zuschauer)                  | Austrian Bowl XXV – Graz (4.500 Zuschauer)                  | Austrian Bowl XXV – Graz (4.500 Zuschauer)                  |
| ------------------------------------------ | ------------------------------------------ | ------------------------------------------ | ----------------------------------------------------------- | ----------------------------------------------------------- | ----------------------------------------------------------- | ----------------------------------------------------------- |
| Team                                       | Team                                       | Punkte                                     | Q1                                                          | Q2                                                          | Q3                                                          | Q4                                                          |
| Turek Graz Giants                          | Turek Graz Giants                          | 19                                         | 3                                                           | 3                                                           | 6                                                           | 7                                                           |
| Raiffeisen Vikings Vienna                  | Raiffeisen Vikings Vienna                  | 22                                         | 0                                                           | 0                                                           | 7                                                           | 15                                                          |
| Giants                                     | Vikings                                    | Spieler                                    | Spielzug                                                    | Spielzug                                                    | Spielzug                                                    | Spielzug                                                    |
| 3                                          | 0                                          | Christoph Kipperer                         | 24-Yard Field Goal                                          | 24-Yard Field Goal                                          | 24-Yard Field Goal                                          | 24-Yard Field Goal                                          |
| 6                                          | 0                                          | Christoph Kipperer                         | 37-Yard Field Goal                                          | 37-Yard Field Goal                                          | 37-Yard Field Goal                                          | 37-Yard Field Goal                                          |
| 6                                          | 7                                          | Ryan Maher                                 | 9-Yard Pass von Philipp Jobstmann (PAT Peter Kramberger)    | 9-Yard Pass von Philipp Jobstmann (PAT Peter Kramberger)    | 9-Yard Pass von Philipp Jobstmann (PAT Peter Kramberger)    | 9-Yard Pass von Philipp Jobstmann (PAT Peter Kramberger)    |
| 12                                         | 7                                          | Chico Cleveland                            | 13-Yard Pass von Chris Gunn (TPC Pass Intercepted)          | 13-Yard Pass von Chris Gunn (TPC Pass Intercepted)          | 13-Yard Pass von Chris Gunn (TPC Pass Intercepted)          | 13-Yard Pass von Chris Gunn (TPC Pass Intercepted)          |
| 12                                         | 15                                         | Daniel Kovacs                              | 53-Yard Pass von Christoph Gross (TPC Josiah Cravalho Lauf) | 53-Yard Pass von Christoph Gross (TPC Josiah Cravalho Lauf) | 53-Yard Pass von Christoph Gross (TPC Josiah Cravalho Lauf) | 53-Yard Pass von Christoph Gross (TPC Josiah Cravalho Lauf) |
| 19                                         | 15                                         | Moe Muheize                                | 6-Yard Lauf (PAT Christoph Kipperer)                        | 6-Yard Lauf (PAT Christoph Kipperer)                        | 6-Yard Lauf (PAT Christoph Kipperer)                        | 6-Yard Lauf (PAT Christoph Kipperer)                        |
| 19                                         | 22                                         | Josiah Cravalho                            | 4-Yard Lauf (PAT Peter Kramberger)                          | 4-Yard Lauf (PAT Peter Kramberger)                          | 4-Yard Lauf (PAT Peter Kramberger)                          | 4-Yard Lauf (PAT Peter Kramberger)                          |
| MVP: Daniel Kovacs, Vikings                |                                            |                                            |                                                             |                                                             |                                                             |                                                             |

## Liga-MVPs
Die am Ende der Saison, in der Pressekonferenz vor der Austrian Bowl XXVI, bekannt gegebenen Liga-MVPs dieser Saison sind:
- Most Valuable Player des Jahres – Philipp Margreiter (Swarco Raiders Tirol)
- Offense Player des Jahres: Joseph Brian Stein (Danube Dragons)
- Defense Player des Jahres: Christoph Schreiner (Turek Graz Giants)
- Youngstar des Jahres: Alexander Taheri (Raiffeisen Vikings Vienna)
- Coach des Jahres: Rick Rhoades (Turek Graz Giants)